# Jen Bartel
Jen Bartel  est une dessinatrice de bande dessinée et illustratrice américaine connu pour son travail chez Marvel Comics et Image Comics, deux maison d'éditions de comic books.

## Récompenses
- 2019 : Prix Eisner de la meilleure artiste de couverture pour Blackbird (Image) et Submerged (Vault)[1]